# 千葉オープンゴルフトーナメント
千葉オープンゴルフトーナメント（ちばオープンゴルフトーナメント）は1971年  から開催されている男子ゴルフトーナメント。
千葉日報社主催。
旧大会名「千葉県オープンゴルフトーナメント」

## 概要・歴史
千葉県内外の有力プロとトップアマチュアが一緒に競うトーナメントで、これまで尾崎将司、横島由一、長谷川勝治、海老原清治、牧野裕、宮本勝昌、丸山大輔、室田淳、石川遼など卸々たるプロが歴代優勝者に名を連ねる。県単位のオープン競技としては非常にレベルの高いトーナメントと評価されているだけでなく、地域とゴルフ業界の活性化の一翼も担い、2016年から「アマチュアの部」と「プロの部」に加えて「アマチュアシニアの部」と「プロシニアの部」が新設され、ジュニア選手、社会人選手、レギュラーツアー選手、シニアプロ、そしてアマの選手が同じ組で一緒に競い合うという、新鮮な競技として注目されている。
出場資格は過去5年の優勝者や前年の上位入賞者、 主催者が参加を認めた選手のほか、各部門の予選大会を勝ち抜いた選手となっている。

## 歴代優勝者
- 1971年 - 草壁政治[1] [2]
- 1972年 - 尾崎将司[4] [2]
- 1973年 - 草壁政治
- 1974年 - 地引良吉
- 1975年 - 上原忠明[5]
- 1976年 - 尾崎将司
- 1977年 - 横島由一
- 1978年 - 上原忠明[5] [6]
- 1979年 - 長谷川勝治
- 1980年 - 草壁政治
- 1981年 - 白石勝昭[7] [8]
- 1982年 - 海老原清治
- 1984年 - 泉川ピート[9]
- 1985年 - 長谷川勝治
- 1986年 - 牧野裕
- 1987年 - 牧野裕
- 1988年 - 牧野裕
- 1989年 - 真板潔
- 1990年 - 西川哲
- 1991年 - 横山明仁
- 1992年 - 平石武則
- 1993年 - グレゴリー・マイヤー
- 1994年 - 牧野裕
- 1995年 - 楠本研
- 1996年 - 平石武則
- 1997年 - 山本昭一
- 1998年 - 宮本勝昌
- 1999年 - 堺谷和将・田口康祐 *同スコア
- 2000年 - 丸山大輔
- 2004年 - 室田淳
- 2009年 - 篠崎紀夫[10]
- 2012年 - 小山内護[11] [12]
- 2018年 - 石川遼
- 2019年 - 石川遼
- 2020年 - 大岩龍一